# 니시고촌 (야마가타현 기타무라야마군)
니시고촌(西郷村)은 야마가타현 기타무라야마군에 있던 촌이다. 현재의 무라야마시 중심부의 서쪽, 모가미강과 오우 본선 사이에 낀 지역에 해당한다.

## 역사
- 1889년 4월 1일 - 정촌제 시행에 의해 니시고촌이 성립하였다.
- 1954년 11월 1일 - 다테오카정,, 오쿠라촌, 오쿠보촌, 후모토촌, 도자와촌과 합병, 동일 니시고촌은 폐지되었다.

## 참고문헌
- 角川日本地名大辞典 6 山形県